# 王宗 (新朝)
王宗（？—18年），初名王会宗，新朝宗室，西汉外戚，王莽之孫，王宇第四子，母呂宽之妹。

## 生平
汉平帝元始三年（公元3年），王宇、呂宽希望王莽迎汉平帝母中山太后到長安，王莽将王宇下狱，命他服毒自杀，王宇妻呂氏怀孕生产后亦被处死。王宗初名王会宗，王莽禁二字名時，改名王宗。始初元年（公元8年），王莽交还了新都国，文武官员又建议赐封王莽的孙子王宗当新都侯。九月，王莽的母亲功显君去世。让新都侯王宗为丧主，由他守三年的丧服。始建国元年（公元9年），王莽建立新朝，封王宇子六人：王千为功隆公，王寿为功明公，王吉为功成公，王宗为功崇公，王世为功昭公，王利为功著公。王宗的姐姐王妨嫁给衛将軍王興为妻，另一个姐妹嫁给孺子婴。天鳳五年（18年），王宗穿着天子的衣服，戴着天子的冠冕，给自己画了一幅像。自己作为皇帝后继者刻了三枚印章，和合浦流放的呂宽一族秘密联络，被发觉，王宗自杀。王莽恢复王宗的原名王会宗，谥号功崇繆伯，爵位降格。